# 头道镇 (集安市)
头道镇，是中华人民共和国吉林省通化市集安市下辖的一个乡镇级行政单位。

## 行政区划
头道镇下辖以下地区：
临河社区、米架子村、团结村、头道村、长河村、四新村、娄子沟村、苇沙河村、砬子沟村、龙岗村、东村、西村、金家村、南沟村、驮道村、腰营村、长江村、梨树村和沿江村。